# Thyra von Westernhagen
Princezna Jindřich Hannoverská (rozená Thyra von Westernhagen; * 14. srpna 1973, Oldenburg) je německá lesnice. Jako manželka prince Jindřicha Hannoverského je princeznou rodu Hannoverských.

## Mládí a rodina
Thyra von Westernhagen se narodila 14. srpna 1973 v Oldenburgu v Západním Německu. Je dcerou Burgharda von Westernhagen, lékaře, a Uty Marie von Pape. Po otci je členkou rodiny von Westernhagenových, rodiny junkerů, kteří byli součástí zemské šlechty v Durynsku.

## Osobní život
Von Westernhagen studovala na univerzitě lesnictví. Dne 30. dubna 1999 se v kostele sv. Ondřeje na panství své rodiny v Teistungenu provdala za prince Jindřicha Hannoverského. Jejich první dítě, prince Alberta, porodila 14. prosince 1999. Dne 19. července 2001 porodila jejich druhé dítě, princeznu Evženii. Dne 22. února 2006 porodila jejich třetí dítě, prince Julia.
V roce 2011 von Westernhagen podala právní stížnost na německou herečku Désirée Nickovou za pomluvu a urážku. Okresní soud v Göttingenu stížnost v roce 2012 zamítl. Von Westernhagen je nevlastní matkou Oskara Nicka, syna jejího manžela prostřednictvím jeho předchozího vztahu s Désirée Nickovou.
V červenci 2017 se v Hannoveru zúčastnila svatby dědičného prince Arnošta Augusta Hannoverského a Kateřiny Malyševaové.